# Ича (верхний приток Оми)
И́ча — река в России, протекает в Новосибирской области. Устье реки находится в 993 км по правому берегу реки Оми. Длина реки — 136 км, площадь водосборного бассейна — 1980 км². Расход воды 19 м³/с (в 131 км от устья).
Высота истока — 144 м над уровнем моря. Высота устья — 119,9 м над уровнем моря.
Система водного объекта: Омь → Иртыш → Обь → Карское море.

## Данные водного реестра
По данным государственного водного реестра России относится к Иртышскому бассейновому округу, водохозяйственный участок реки — Омь, речной подбассейн реки — Омь. Речной бассейн реки — Иртыш.